# Takka Takka
Takka Takka ist ein Gemälde des amerikanischen Künstlers Roy Lichtenstein aus dem Jahr 1962. Das 173 × 143 cm große Bild befindet sich im Museum Ludwig in Köln. Lichtenstein stellte in diesem Bild die Mündung eines feuernden Maschinengewehrs im für ihn typischen Comicstil dar.

## Bildbeschreibung
Das breitformatigen Gemälde Takka Takka ist horizontal in zwei Bereiche aufgeteilt, von denen der obere Bereich ein Drittel und der untere zwei Drittel des Bildes einnehmen.
In den unteren zwei Dritteln stellt der Maler in einem für Comics typischen Malstil eine Kriegsszene dar und fokussiert darin auf die Mündung eines feuernden Maschinengewehrs, das sich im untersten Bilddrittel befindet. Oberhalb des Gewehrlaufs sind Rauchwolken und durch gelb-rote Strahlen und gezackte Elemente Explosionen angedeutet. Direkt über dem Gewehr befindet sich eine Handgranate, die einen Wurfschweif besitzt und entsprechend in Richtung des Schützen fliegt. Außerdem sind gelbe Patronenhülsen erkennbar, die vom Gewehr ausgespuckt werden. Unterhalb des Gewehrs befinden sich Teile von Vegetation, die in grün gehalten sind. Sämtliche Bildelemente sind durch schwarze Konturenlinien umrandet. Die extreme Dynamik des Bildes und der Szene wird durch den Schriftzug TAKKA TAKKA betont, der sich in großen roten Buchstaben durch das Bild zieht.
Das obere Drittel ist vollständig mit gelber Farbe ausgemalt. Auf diesem Hintergrund befindet sich in schwarzen Großbuchstaben der Text:
THE EXHAUSTED SOLDIERS, SLEEPLESS FOR FIVE AND SIX DAYS AT A TIME, ALWAYS HUNGRY FOR DECENT CHOW, SUFFERING FROM THE TROPICAL FUNGUS INFECTIONS, KEPT FIGHTING!

## Entstehung
Takka Takka geht zurück auf ein Einzelbild des Comics „Battlefield Action #40“, Seite 2, des Verlages Charlton Comics Group der im Februar 1962 erschien. Amerikanische Marines kämpften 1942 auf Guadalcanal, der Hauptinsel der Salomonen um diese zu erobern. Die Schlacht unter dem Codenamen Operation Watchtower ging als Schlacht um Guadalcanal als ein Wendepunkt des Zweiten Weltkriegs auf dem pazifischen Kriegsschauplatz ein, da hier zum ersten Mal die pazifischen Alliierten die Offensive übernahmen. Insgesamt kamen über 40.000 Soldaten bei dieser Schlacht ums Leben, zum allergrößten Teil Japaner.
Lichtenstein fokussierte die Szene auf ein Maschinengewehr und nahm auch eine im Original vorhandene Hand, die eine Handgranate zu werfen scheint, aus dem Bild. Der im Original-Bild am Helm erkennbare japanische Maschinengewehrschütze fehlt ebenfalls in Takka Takka. Durch diese Zentrierung wurde die gesamte Szene anonymisiert – die im Original dargestellten amerikanischen und japanischen Soldaten sind im Bild von Roy Lichtenstein nicht vorhanden.

## Deutung und Wirkung
In dem Bild Takka Takka konzentrierte sich Lichtenstein bewusst auf die Darstellung des Kriegsgerätes, in diesem Fall dem Maschinengewehr, während seiner Funktion im dargestellten Krieg. Er verschleiert den ausführenden Menschen, wodurch das Gewehr als automatisch funktionierendes Gerät erscheint. Auch potenzielle Opfer sind nicht zu sehen. Die Aggressivität des Bildes wird durch das Fehlen von Menschen massiv erhöht, da es keine psychologischen Gründe zur Verurteilung des Dargestellten gibt.
Einen Bezug zu Menschen gibt erst der Text, der betont heroisierend die Situation der Soldaten und den Heldenmut darstellt: Trotz der unmenschlichen Strapazen durch fehlenden Schlaf, Hunger und Tropenfieber kämpfen die Soldaten weiter. Er ist den Texten von Kriegsberichterstattern nachempfunden und soll die Leere und den Rechtfertigungsdrang dieser Beschreibungen bloßstellen. Durch die plakative Abstraktion der Darstellung im Cartoonstil, die Geräuschimitation des Schnellfeuergewehrs in Form der Onomatopöie „Takka Takka“ und die knalligen Farben wird das Künstliche der Szenerie weiter überhöht – das wahre Ausmaß und die Konsequenzen der dargestellten Gewalt formen sich erst im Vorstellungsvermögen des Betrachters.

## Einordnung in das Werk Lichtensteins
Armee- und Kriegsszenen 
 (externe Weblinks)
- Bratatat!, 1963[1]
- Tex!, 1962[1]
- Torpedo … los!, 1963[1]
- Whaam!, 1963[1]
- As I opened Fire, 1964[1]

In den Werken Lichtensteins nach 1961 sind Darstellungen der Armee und Szenen aus dem Kriegsgeschehen regelmäßig anzutreffen. Das Spektrum reicht dabei von den ruhigen Darstellungen wie Mr. Bellemy (1961), bei dem sich ein junger Offizier Gedanken über ein erstes Zusammentreffen mit einem Mr. Bellemy macht, über die U-Boot-Szene Torpedo … los! (1963) bis zu diversen  Szenen mit Kriegsflugzeugen wie Tex! (1962), Bratatat! (1962) und Whaam (1963) sowie das aus drei Tafeln bestehende Werk As I opened Fire (1964).
Eine Besonderheit stellen die Comicdarstellungen von Explosion dar, für die Lichtenstein eine visuelle Präsentation mit extrem hohem Wiedererkennungswert schuf. Das eigentlich nur als Licht, Lärm und Rauch wahrzunehmende Ereignis bündelt er in einer sternähnlichen Darstellung, die auch in vielen anderen seiner Bilder und später auch in Email-Stahl-Plastiken umsetzte.

## Belege